# Инверан
Инверан (англ. Inverin, также Inveran; ирл. Indreabhán, Индряван, «маленькое устье») — деревня в Ирландии, находится в графстве Голуэй (провинция Коннахт, Коннемара) у трассы R336. Является частью Гэлтахта.